# Alcànder
Alcànder (en llatí Alcander, en grec antic Ἄλκανδρος) era un jove espartà que va atacar Licurg i li va treure un dels seus ulls quan els ciutadans es van oposar a les seves lleis. El maltractat rostre de Licurg va causar vergonya i penediment entre els seus enemics, que el van fer presoner i li van entregar perquè el castigués, però Licurg el va perdonar i des de llavors va ser un dels seus millors amics, segons diuen Plutarc i Valeri Màxim. Claudi Elià afegeix que va morir de fam.